# Judex
Judex (latin, plural judices), domare. I äldsta tider ska konsulerna i Rom ha kallats judices. Vanligen betecknade ordet där en domare i civil- eller kriminalmål.
Domarna hade att avgöra själva tvistefrågan. Förhandlingarna inför dem (in judicio) föregicks i privatmål av sådana inför en överhetsperson (in jure), vilken därefter utvalde domare, en eller några få (tre till fem). I (svårare) brottmål dömde i äldre tider folket, men senare upprättades särskilda domstolar (quæstiones) för vissa förbrytelser. I dessa domstolar, för vilka en pretor var ordförande, i somliga fall en så kallade iudex quæstionis, tjänstgjorde domare, som till ett visst antal för varje särskilt tillfälle uttogs bland de samhällsmedlemmar, vilka hade rätt att döma.
Länge var endast senatorerna berättigade att bli domare i publika, liksom i privata mål, men C. Gracchus genomdrev en lag, som fråntog senaten företrädesrätten härutinnan och bestämde, att domarna skulle tagas av riddarklassen. Under Sulla återfick senatorerna rätten att vara domare; men år 70 f. Kr. stiftades på tillskyndelse av pretorn L. Aurelius Cotta en ny lag, enligt vilken domare skulle tas bland senatorer, riddare och tribuni ærarii, vilka synas ha varit en särskild klass romerska medborgare med något lägre census (uppskattad förmögenhet) än riddarna.
Varje år upprättades av pretorn en lista (album) på domare. Från denna togs domare vid särskilda tillfällen, troligen genom lottdragning. Under kejsartiden ändrades rättskipningen, och överhetspersonerna själva blev småningom domare, med biträde av avlönade bisittare.